# Wiesenbronn (Adelsgeschlecht)
Die Herren von Wiesenbronn waren ein ministeriales Adelsgeschlecht mit Sitzen in Großlangheim und Wiesenbronn im heutigen Unterfranken. Das Geschlecht ist vom Ende des 12. Jahrhunderts bis 1394 nachweisbar.

## Geschichte
Die Herren von Wiesenbronn gelten als die ältesten, bekannten Dienstmannen (Ministeriale) der Grafen zu Castell. Sie werden mit Arnold I. von Wiesenbronn erstmals zwischen 1181 und 1202 urkundlich erwähnt. Gemeinsam mit anderen einflussreichen Persönlichkeiten der Grafschaft tauchte er als Zeuge auf einer Urkunde auf, die von Rupert I. zu Castell ausgestellt wurde. Der Graf urkundete über ein Geschäft mit dem designierten Abt von Münsterschwarzach, Gottfried, der 1182 bzw. 1183 zum Klostervorsteher aufstieg.
Vierzig Jahre später wird Ulrich I. von Wiesenbronn in den Urkunden erstmals fassbar. Es könnte sich um den Sohn des Arnold handeln, weil er bereits in fortgeschrittenem Alter genannt wurde. Eventuell stand auch Arnold (II.), der damalige castellische Vogt in Stadtschwarzach in Verbindung mit dem Geschlecht der Herren von Wiesenbronn. Die ersten beiden Generationen werden lediglich dem Namen nach genannt, weshalb keine Rückschlüsse auf etwaige Besitzungen gezogen werden können.
Erst die Vertreter der dritten Generation sind umfassender in den Quellen vertreten. Insgesamt 15 Urkunden aus der zweiten Hälfte des 13. Jahrhunderts haben sich von ihnen überliefert. Namentlich werden die Brüder Gottfried, Ulrich II. und Heinrich genannt. Ulrich und Heinrich nahmen als Ritter an der sogenannten Cyriakusschlacht im Jahr 1266 teil. Beide überlebten die Auseinandersetzung, Heinrich starb allerdings bereits um 1277.
Weiterhin tauchen die Herren von Wiesenbronn überwiegend als Zeugen in Urkunden auf. So ist Gottfried von Wiesenbronn im Jahr 1292 in einem Diplom erwähnt, mit dem die Grafen zu Castell mehrere Güter in Röthlein an das Kloster Ebrach veräußerten. Ulrich II. starb im Jahr 1293 und hinterließ drei erwachsene Söhne. Diese Mitglieder der vierten Generation waren alle vor 1300 geboren worden und tauchen nun erstmals auch mit ihren Besitzungen in den Quellen auf.
Inzwischen differenzierten sich auch die Lehensherren der von Wiesenbronn aus. Sie standen nun auch in Diensten der Mönche von Ebrach und anderer Adeligen. Ab 1317 können sie auch in juristischen Diensten nachgewiesen werden. Mit Conrad, dem Sohn des Ulrich II. wird auch erstmals ein Geistlicher fassbar. Er war wohl als Custos im Kloster Münchsteinach tätig, zuvor hatte er mit seinem Bruder Ulrich III. als Burgmann für die Grafen zu Castell gedient.
Der Bruder Ulrich III. bewohnte weiterhin den Herrenhof in Wiesenbronn, der 1321 urkundlich erwähnt wird. Insgesamt bestanden wohl zwei befestigte Höfe im Dorf, der andere wurde von den Söhnen des Gottfried von Wiesenbronn bewohnt. Allerdings gelang es 1351 Lutz Swimmer aus Buchbach den Adelssitz von den Söhnen Gottfrieds zu erwerben. Zu diesem Zeitpunkt waren die Grafen zu Castell durch eine Verpfändung des sogenannten Unteren Schlosses an die Markgrafen von Ansbach geschwächt, sodass auch der Handlungsspielraum der Herren von Wiesenbronn eingeschränkt war.
Die fünfte Generation ist dann auch weit weniger oft fassbar, wie ihre Vorgänger. Wahrscheinlich trat man weniger selbstbewusst auf, um nicht als markgräfliche Ministeriale erfasst zu werden. Die Markgrafen hatten über „ihre“ Niederadeligen wesentlich größeren Einfluss als die Grafen zu Castell. 1361 verkaufte Ulrich IV. seinen Besitz in Feuerbach an Castell. Apel von Wiesenbronn veräußerte vor 1384 seine Lehen in Prühl an Conrad Bebendorfer. 
Die letzte Generation der Herren von Wiesenbronn wird durch die Brüder Götz III. und Hans verkörpert. Sie begannen eine Fehde gegen den Erzbischof von Mainz, Gerlach von Nassau. Götz geriet dabei in Gefangenschaft und musste 1356 Dienerschaft auf Mainz schwören. In der Folgezeit verloren die Brüder ihren Stammsitz in Wiesenbronn und Hans zog nach Großlangheim, wo die Grafen zu Castell zeitweise ebenfalls residierten. Hans diente Wilhelm zu Castell als Hofmeister und begleitete ihn in den Städtekrieg gegen Rothenburg ob der Tauber. Mit Hans starb der letzte männliche Vertreter der Herren von Wiesenbronn aus. Er hinterließ eine Witwe.

## Besitzungen
Die Herren von Wiesenbronn besaßen Lehen mehrerer Herren zwischen dem Maindreieck und dem Steigerwald. Vor allem von den Grafen zu Castell erhielten sie Besitzungen übertragen, allerdings versuchten auch die mächtiger werdenden Markgrafen von Brandenburg-Ansbach und das Hochstift Würzburg die Mitglieder des Geschlechts zu ihren Dienstmannen zu machen. Nachgewiesen sind die Herren von Wiesenbronn auch in Diensten der eigentlich würzburgischen Zisterzienserabtei Ebrach. In folgenden Orten hielten sie Besitzungen:
| - Buchbach - Burgambach - Castell - Dürnitz - Feuerbach - Geesdorf |  | - Großlangheim (zeitweise Ansitz) - Prühl - Rimbach - Rödelsee - Vogelsburg - Wiesenbronn (Ansitz) |

## Stammliste
Die Stammliste ist nicht vollständig rekonstruierbar. Insbesondere die ersten beiden nachweisbaren Generationen weisen große Lücken auf. Probleme bereitet auch, dass keinerlei Geburts- oder Sterbedaten überliefert sind, sodass immer nur Jahreszahlen genannt werden können, in denen das Familienmitglied in einer Urkunde erwähnt wurde. Daneben existieren weitere Mitglieder der Familie, die überhaupt nicht in die Liste eingeordnet werden können. Umstrittene Personen oder Jahreszahlen wurden mit einem Fragezeichen versehen.
- A1 Arnold I. von Wiesenbronn; genannt 1181/1202
  - B1 Ulrich I. von Wiesenbronn; genannt 1244; ⚭ (um 1240) Frau Swimmer (?)
    - C1 Ulrich II. von Wiesenbronn; genannt 1258–1290; ⚭ (um 1275) Frau N.
      - D1 Hermann I. von Wiesenbronn; genannt 1293–1306
      - D2 Ulrich III. von Wiesenbronn; genannt 1293–1324
      - D3 Conrad I. von Wiesenbronn; genannt 1293–1314
      - D4 Heinrich II. von Wiesenbronn; genannt 1298–1325; ⚭ (um 1320 ?) Frau N.
        - E1 Friedrich II. von Wiesenbronn; genannt 1340–1346; ⚭ (um 1340) Frau Swimmer (?)

    - C2 Frau N. von Wiesenbronn; um 1280/1290; ⚭ Heinrich Truchseß; genannt 1276–1292
    - C3 Heinrich I. von Wiesenbronn; genannt 1268–1277; ⚭ (um 1275) Frau Lugelin (?)
      - D1 Friedrich I. von Wiesenbronn; genannt 1316–1331; ⚭ (um 1320 ?) Frau N. 
        - E1 Hildebrand von Seinsheim (?); genannt 1332–1334

      - D2 Seifried (Sitz) von Wiesenbronn; genannt 1306–1351; ⚭ (1335) Margaretha N.
        - E1 Götz III. von Wiesenbronn; genannt 1352–1365
        - E2 Hans von Wiesenbronn zu Großlangheim; genannt 1356–1394; ⚭ (1374–1396) Else N. (?)

      - D3 Götz II. von Wiesenbronn; genannt um 1306
      - D4 Berthold von Wiesenbronn; genannt 1311–1319
      - D5 Hermann II. von Wiesenbronn; genannt 1326–1331

    - C4 Gottfried I. von Wiesenbronn; genannt 1258–192; ⚭ (um 1290) Frau Kilholz (?)

Zuordnung unklar:
- Arnold (II.) von Schwarzach; genannt 1240–1244 (?)
- Engelhard von Wiesenbronn; genannt um 1300 (?), Mönch in Ebrach
- Konrad II. von Wiesenbronn; genannt 1315; Kustos Münchsteinach
- Conrad III. von Wiesenbronn; genannt 1376–1384
- Hermann III. von Wiesenbronn; genannt 1368–1377/92 (?); ⚭ (um 1360) Frau N.
  - Apel von Wiesenbronn; genannt 1376–1377
- Ulrich IV. von Wiesenbronn; genannt 1356–1361; ⚭ (1356–1361) Agnes von Feldbrecht

## Wappen
Das Wappen der Herren von Wiesenbronn taucht mehrmals in zeitgenössischen Schriftquellen auf. Erst um 1400, einige Jahre nach dem Aussterben des Geschlechts, verschwindet es aus der Überlieferung. Blasonierung: „Ein links gewendeter Rinderoberkörper“. Das Wappen ist einzigartig und ausschließlich für die Familie überliefert. Die Tingierung ist unklar.